# Уилан, Джемма
Дже́мма Эли́забет Уи́лан (англ. Gemma Elizabeth Whelan; род. 23 апреля 1981, Лидс, Йоркшир, Англия, Великобритания) — британская актриса

 и комедиантка, наиболее известная по роли Яры Грейджой в фэнтезийно-драматическом сериале канала HBO «Игра престолов» (2012—2019).

## Биография
Как комедиантка, Уилан выиграла премию Варьете Funny Women за стендап в 2010 году.
На экране она играла роли второго плана в нескольких фильмах и телешоу, включая фильмы 2010 года «Путешествия Гулливера» и «Человек-волк».
В августе 2011 года, её взяли на роль Яры Грейджой (основанной на персонаже Аши Грейджой из серии романов «Песнь Льда и Огня» Джорджа Р. Р. Мартина) во втором сезоне, а позже повторила её в третьем, четвёртом, шестом, седьмом и восьмом сезонах фэнтезийно-драматического сериала канала HBO «Игра престолов».
Уилан — профессиональная танцовщица, является высококвалифицированной в стилях степ и джазовый танец. Является членом танцевальной труппы The Beaux Belles, которая базируется в Лондоне. Обучалась в музыкальном театре, поёт голосом меццо-сопрано.

## Личная жизнь
Уилан может говорить на разговорном испанском.
В настоящее время она живёт в Лондоне.
В октябре 2017 она родила своего первенца.

## Избранная фильмография

### Фильмы
| Год  | Название                       | Ориг. название                         | Роль             | Примечания      |
| ---- | ------------------------------ | -------------------------------------- | ---------------- | --------------- |
| 2006 | Безумие танца                  | Madness of the Dance                   | сестра Грейс     | короткометражка |
| 2008 | Песочное печенье и чай         | Shortbread and Tea                     | Милдред          |                 |
| 2009 | Динь-Дон                       | Ding Dong                              | доктор Претти    | короткометражка |
| 2010 | Человек-волк                   | The Wolfman                            | служанка Гвен    |                 |
| 2010 | Путешествия Гулливера          | Gulliver’s Travels                     | лилипутская Роза |                 |
| 2020 | Эмма                           | Emma                                   | миссис Уэстон    |                 |
| 202? | Последняя тревога Мадлен Хайнд | The Last Disturbance of Madeline Hynde |                  |                 |

### Телевидение
| Год       | Название               | Ориг. название                | Роль                      | Примечания                      |
| --------- | ---------------------- | ----------------------------- | ------------------------- | ------------------------------- |
| 2006      | Силовики               | The Enforcers                 | Холли                     |                                 |
| 2009      | Десятиминутные истории | 10 Minute Tales               | приятная медсестра        | 1 эпизод                        |
| 2011      | Трое                   | Threesome                     | Венди                     | 1 episode                       |
| 2011      | Живая кукла            | Living Doll                   | ноющая Мона               |                                 |
| 2012      | Гарри и Пол            | Ruddy Hell! It’s Harry & Paul | дочь                      | 1 эпизод                        |
| 2012      | Кардинал Бёрнс         | Cardinal Burns                | Claire                    |                                 |
| 2012—2019 | Игра престолов         | Game of Thrones               | Яра Грейджой              | Второстепенная роль 16 эпизодов |
| 2014      | Бестолочи              | Siblings                      | Рут                       |                                 |
| 2015      | Дядя                   | Uncle                         | Вероника                  | сезон 2, эпизод 1               |
| 2016      | Уильям наш, Шекспир    | Upstart Crow                  | Кейт                      | сезон 1                         |
| 2017      | Конец ***го мира       | The End Of The F***ing World  | Юнис                      |                                 |
| 2017      | Корона                 | The Crown                     | Патриция Кэмпбелл         |                                 |
| 2019      | Джентльмен Джек        | Gentleman Jack                | Мэриан Листер             | сезон 1                         |
| 2020      | Убивая Еву             | Killing Eve                   | Джеральдин, дочь Кэролайн | Сезон 3                         |

### Театр
| Год  | Название                            | Роль            | Примечания                              |
| ---- | ----------------------------------- | --------------- | --------------------------------------- |
| 2005 | Newsrevue                           | различные       | Эдинбургский фестиваль                  |
| 2008 | Improvathon                         | Банни Валентайн | The Sticking Place                      |
| 2009 | Infinite Variety                    | различные       | Whoopee Productions New Players Theatre |
| 2010 | Stephen & the Sexy Partridgesaab 90 | Чанел           | Trafalgar Studios                       |
| 2013 | One Man, Two Guvnors                | Рэйчел Краббе   | Royal National Theatre                  |
| 2013 | Dark Vanilla Jungle                 | Андреа          | Supporting Wall и Pleasance Theatre     |
| 2014 | Dark Vanilla Jungle                 | Андреа          | Supporting Wall                         |
| 2015 | Radiant Vermin                      | Джилл и другие  |                                         |

## Награды и номинации
| Год  | Премия             | Категория      | Работа | Результат |
| ---- | ------------------ | -------------- | ------ | --------- |
| 2010 | Funny Women Awards | Лучший варьете | Сама   | Победа    |